# Črni trn
Črni trn, ponekod imenovan tudi oparnica (znanstveno ime Prunus spinosa) je  listopadni grm ali manjše drevo iz družine rožnic, ki je naravno razširjen po Evropi, zahodni Aziji ter delih severozahodne Afrike. Kasneje se je razširil še po Novi Zelandiji in delih vzhodne Severne Amerike.

## Opis
Črni trn zraste do 5 metrov visoko in ima gosto in razvejano krošnjo. Kratki poganjki so pogosto spremenjeni v trne. Listi so enostavni, podolgovati in jajčasti ali eliptični z napiljenimi robovi. Črni trn cveti od marca do maja. Cvetovi imajo 5 belih venčnih listov in so na veje nameščeni na kratkih pecljih posamično ali po dva ali trije skupaj. Na začetku jeseni se iz oplojenih cvetov razvijejo do 15 mm debeli modri koščičasti plodovi, ki jih pokriva sivo modra voskasta prevleka. Plodovi dozorijo pozno v jeseni in so sprva trpki, po prvi zmrzali pa trpkost izgine. Koreninski sistem je plitev in dobro razvit, rastlina pa najbolje uspeva na zračnih, globokih in bogatih, dobro odcednih tleh. Bolj mu ustreza bazična kot kisla podlaga, dobro prenaša mraz in veter.
Plod črnega trna se imenuje trnulja. 

## Uporabnost
Les črnega trna je zelo trd in je odlično kurivo, saj proizvaja veliko toplote in malo dima. Poleg tega iz njega izdelujejo sprehajalne palice, uporabljajo pa ga tudi v lesni galanteriji in za ročaje orodja. Iz črnega trna so na Irskem v preteklosti izdelovali bojne palice, imenovane shillelagh.
Plodovi črnega trna so užitni in se lahko uživajo surovi, ali pa se iz njih kuha marmelada. Ponekod jih namakajo tudi v žganje ali kis. Listje se uporablja za čaj. Plodove črnega trna so za prehrano uporabljali že v daljni zgodovini. Tako so v želodcu ledenodobnega lovca Ötzija našli neprebavljene jagode črnega trna.
V plodovih je veliko vitamina C, poleg tega pa vsebujejo še pektin in različne rudnine ter flavonoide.
V tradicionalni medicini so ga uporabljali za čiščenje in krepitev telesa ter za dobro delovanje prebavil in odvajanje vode. Čaj iz cvetov črnega trna je blago odvajalo, krepi želodec, pospešuje tek, odpravlja želodčne krče, čisti kri, odpravlja izpuščaje na koži, zdravi nečisto kožo, ustavlja krvavitve. Čaj iz plodov se lahko uporablja proti driski in uhajanju urina.